# Lonchaea gigantea
Lonchaea gigantea är en tvåvingeart som beskrevs av Macgowan 2007. Lonchaea gigantea ingår i släktet Lonchaea och familjen stjärtflugor.
Artens utbredningsområde är Thailand. Inga underarter finns listade i Catalogue of Life.